# تشدید پارامغناطیسی الکترون
تشدید پارامغناطیسی الکترون (به انگلیسی: Electron paramagnetic resonance یا EPR) یک تکنیک طیف‌بینی آشکار کنندة مواد دارای الکترون جفت‌نشده است؛ لذا غالباً ESR (تشدید اسپین الکترون) نیز نامیده می‌شود. آزمایش تشدید پارا مغناطیس الکترون EPR، را می‌توان به صورت جذب تشدیدی انرژی ماکروویو در گونه‌های پارا مغناطیس بوسیلة گذار اسپین یک الکترون جفت‌نشده از یک تراز انرژی به تراز انرژی بعدی در حضور یک میدان مغناطیسی قوی تعریف کرد. اولین تجربة EPR بوسیلة زاویسکی در سال ۱۹۴۵ انجام شد. EPR اسپکتروسکپی به دو روش پالسی و پیوسته انجام می‌شود.
توضیحات تکمیلی
تشدید پارامغناطیسی پدیده ای است که زمانی رخ می‌دهد که یک سیستم از ذرات مغناطیسی در یک میدان مغناطیسی خارجی قرار می‌گیرد. این جذب تشدید صدا توسط سیستم ذرات مغناطیسی است زمانی که انرژی کوانتومی موج صوتی برابر با تقسیم سطوح انرژی ذرات ناشی از میدان مغناطیسی می‌شود.

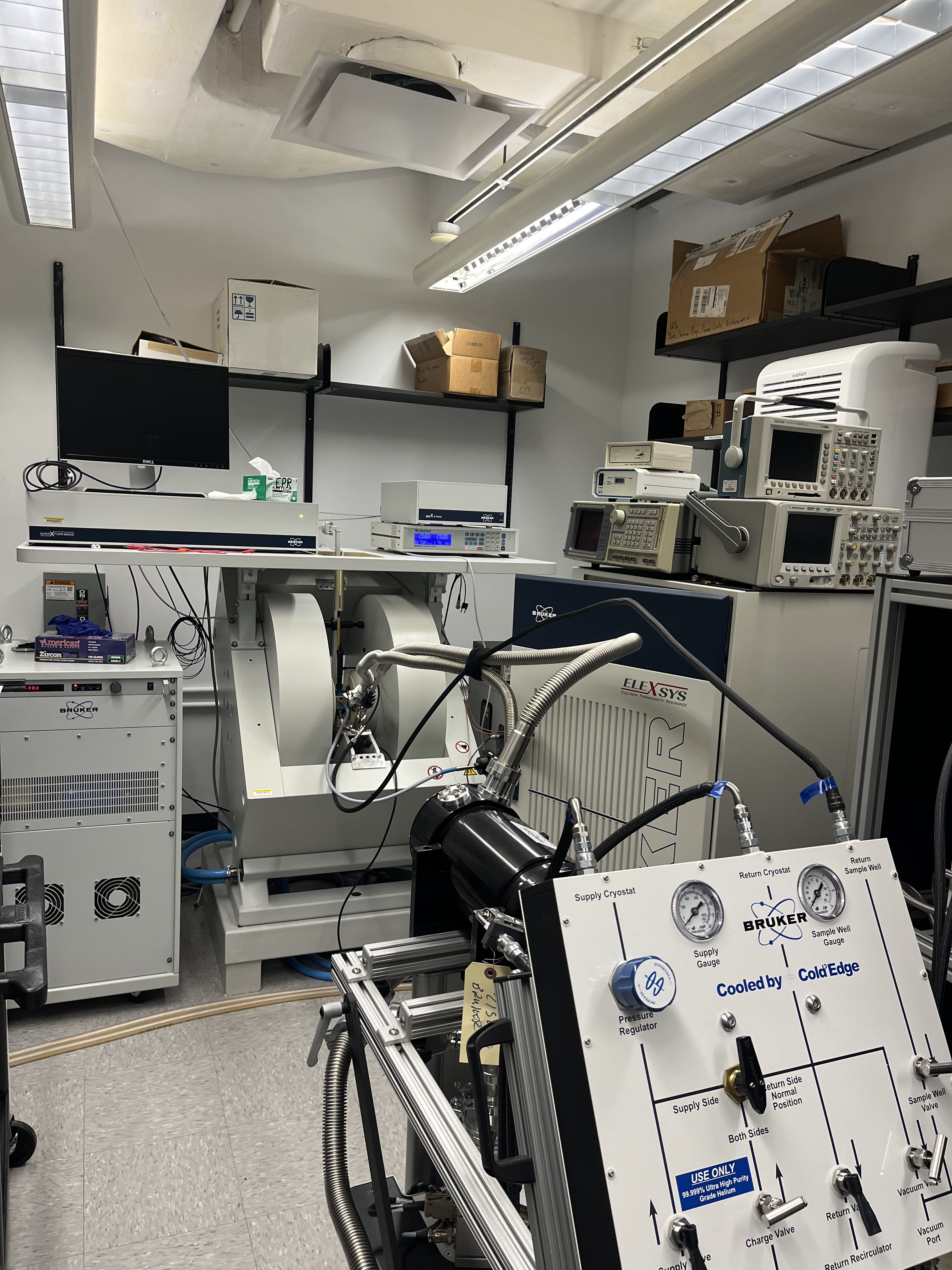
تنظیم معمولی برای ضبط طیف EPR. کاربر باید در کنار ژنراتور RF، آهنربا و کنترل‌های دمای نمونه بنشیند. ابزار Bruker ELEXSYS E500 EPR از NYU.

طیف‌سنجی تشدید پارامغناطیس الکترون (EPR) یا رزونانس اسپین الکترون (ESR) روشی برای مطالعه موادی است که الکترون‌های جفت‌نشده دارند. مفاهیم اساسی EPR مشابه مفاهیم تشدید مغناطیسی هسته ای (NMR) است، اما اسپین‌های برانگیخته شده از الکترون‌ها به جای هسته‌های اتمی است.

## آشنایی با کارکرد
EPR یک تکنیک تشدید مغناطیسی شبیه NMR، تشدید مغناطیسی هسته، است. با این تفاوت که به جای گذارهای هسته ای در نمونه گذارهای الکترون جفت‌نشده را در میدان مغناطیسی مورد آشکارسازی قرار می‌دهد. ممان مغناطیسی رفتار الکترون را همانند یک میله آهنربای کوچک می‌کند. هنگام فراهم آمدن یک میدان مغناطیسی خارجی، الکترون‌های پارامغناطیس می‌توانند در یک راستای موازی به صورت هم جهت و خلاف جهت میدان مغناطیسی اعمالی قرار گیرند. بدین سبب دوسطح انرژی مجزا برای الکترون‌های جفت‌نشده به وجود می‌آید، که در وهله اول تعداد آن‌ها که در خلاف جهت هستند بیشتر از آن‌هایی که هم جهت هستند خواهد بود. با به کار بردن یک فرکانس ثابت از تشعشع ماکروویو تعدادی از الکترون‌های سطح انرژی پایین به سطح انرژی بالا برانگیخته می‌شوند. برای اتفاق افتادن این گذار باید میدان مغناطیسی خارجی با یک قدرت خاص وجود داشته باشد. آنچنانکه اختلاف سطح انرژی بین سطح پایین و بالایی دقیقاً با فرکانس ماکروویو هماهنگ باشد. برای رسیدن به چنین شرایطی مقادیر مختلف میدان مغناطیسی را با ثابت نگاه داشتن فرکانس ماکروویو جاروب می‌کنیم. در شرایطی که میدان مغناطیسی و فرکانس موج ماکروویو کاملاً منطبقند شرایط تشدید محقق می‌شود.
EPR تنها وسیله ای است که قادر به آشکارسازی الکترون جفت‌نشده به صورت تمایز ناپذیر می‌باشد. دیگر روش‌ها مثلاً فلورسانس ممکن است شواهد غیر مستقیمی از رادیکال‌های آزاد فراهم آورند ولی EPR دارای توانایی بی مانندی در شناسایی ویژگیی پارامغناطیس می‌باشد. نمونه‌های EPR نسبت به شرایط محیطی حساس می‌باشند، لذا قابلیت مشخص نمودن ساختار مولکولی نزدیک به الکترون جفت نشده را فراهم می‌آورد. بعضی از مواقع طیف EPR تغییرات شکلی عجیبی را نمایش می‌دهد که بیانگر فرایندهای دینامیکی همچون حرکت یا جریان مولکولهاست.

## کاربرد
تعداد زیادی از مواد، دارای الکترون جفت‌نشده می‌باشند که مشتمل بر رادیکال‌های آزاد تجزیه و واکنش‌های پلیمری هستند. در نتیجه EPR در شاخه‌های زیادی مورد استفاده قرار می‌گیرد، از جمله: شیمی، فیزیک، بیولوژی، علم مواد، پزشکی و غیره.. .
تکنیک EPR برای آشکارسازی رادیکال‌های آزاد فعال با زمان بقای کم درحوزة زیست پزشکی برای شفاف نمودن نقش رادیکال‌های آزاد در مسمومیتها و امراض نقش حیاتی دارد.
بیوشیمیستها با برچسب زدن بر مولکول‌های بزرگ توسط یک مولکول پارا مغناطیس از طیف EPRارسال شده (بوسیلة علامت گذاری اسپین) به نوع محیطی که در آن علامت گذاری اسپین انجام پذیرفته‌است پی می‌برند (PH، جریان، آبدوستی).
ESEEM, ENDOR دو روش EPR هستند که بر همکنش الکترون با هسته‌های اطراف را اندازه می‌گیرند و در بررسی ساختار قسمت‌های فعال پروتوئینها فوق‌العاده تکنیک‌های قویی می‌باشند.
دیگر کاربرد مهم EPR در دزیمتری اشعه است که شامل اندازه‌گیری دز بکار رفته در استرلیزه کردن وسایل پزشکی و آشکار نمودن غذاهای اشعه دیده‌است.

### رادیکال‌های آزاد
تمامی مواد یا محلولهایی که در لایة آخر انرژی خود دارای تعداد فردی از الکترون هستند؛ اسپین غیر صفر داشته و به مواد پارامغناطیس معروف می‌باشند؛ زیرا هر لایة انرژی یا به عبارت دیگر هر حالت کوانتومی خاص، می‌تواند دارای دو الکترون با اسپین‌های مخالف جهت باشد. به طوریکه اسپین کل آن حالت (طبق اصل طرد پاولی) صفر شود. اما اگر در یک لایة انرژی تعداد فردی الکترون داشته باشیم، یک زیر لایة این حالت دارای تک الکترون خواهد بود واین الکترون دارای اسپین خالص s=۱/۲ و مؤلفه z اسپین Sz =+۱/۲ یا = -۱/۲ Sz خواهد بود؛ بنابراین اسپین کل سیستم اصطلاحاً صفر نبوده و دارای مقدار خاصی خواهد بود.
رادیکال‌های آزاد موادی هستند که این خاصیت را دارند. یک رادیکال آزاد، یک اتم یا گروهی از اتم‌ها یا مولکولها در حالت خاصی می‌باشند که دارای یک الکترون تک در اربیتال بالایی (نهائی) هستند. برای مثال اتم هیدروژن H، یا هیدروکسیل HO، متیل .H3C رادیکال‌های آزاد معمولاً موادی بسیار فعال می‌باشند که شدیداً به اشتراک گذاشتن الکترون تک خود و تشکیل ترکیبی جدید علاقه‌مندند. اما برخی از رادیکال‌های آزاد هم مانند نیتروژن مونواکسیدNo، نیتروژن دی‌اکسید No۲ و کلر دی‌اکسیدClo۲، دارای حالت پایدار می‌باشند.
یک رادیکال دوگانه ماده ای است که دو الکترون زوج نشده در لایة نهائی انرژی خود دارد. مانند O2,H۲C.
یک یون رادیکال، رادیکال آزادی با بار الکتریکی مثبت یا منفی است. مانند یون آمونیاکH3n+ همچنین ماده ای مانند آلانین. این ماده هنگامی که به هر دلیل مثل تابش الکترون یا تابش گاما، یونیزه شده و تبدیل به یون رادیکال اتانوییک اسید CH3HOO می‌شود پایداری بسیار طولانی مدت دارد به طوریکه در اندازه‌گیری‌های در حد سال باز هم وجود این رادیکال تشخیص داده شده‌است.
همچنین بعضی از یون‌های فلزات میانه دارای الکترون زوج نشده در اربیتال‌های داخلی خود می‌باشند که در نتیجه خواص رادیکال‌های آزاد را از خود نشان می‌دهند. این مواد و ترکیباتشان همگی خاصیت پارامغناطیس داشته و مانند رادیکال‌های آزاد رفتار می‌کنند.
نحوه انجام محاسبات مربوطه
تش محاسبه رزونانس پارامغناطیس شامل مراحل زیر است:
1. تعیین شدت میدان مغناطیسی: شدت میدان مغناطیسی با تسلا (T) اندازه‌گیری می‌شود و می‌توان آن را با استفاده از آهنربا تنظیم کرد. قدرت میدان مغناطیسی تفاوت انرژی بین دو حالت اسپین یک الکترون جفت نشده را تعیین می‌کند.
2. ضریب g را محاسبه کنید: ضریب g یک کمیت بدون بعد است که توضیح می‌دهد که گشتاور مغناطیسی یک الکترون در پاسخ به میدان مغناطیسی خارجی چقدر تغییر می‌کند. با استفاده از فرمول محاسبه می‌شود:

g = (hν/μB) / B
جایی که h ثابت پلانک است، ν فرکانس تابش استفاده شده، μB مگنتون بور، و B قدرت میدان مغناطیسی است.
۳. تعیین فرکانس رزونانس: فرکانس تشدید فرکانسی است که در آن جذب به دلیل انتقال انرژی بین دو حالت اسپین یک الکترون جفت نشده اتفاق می‌افتد. با استفاده از فرمول قابل محاسبه است:
ν = gμBB/h
که در آن g ضریب g، μB مگنتون بور، B قدرت میدان مغناطیسی و h ثابت پلانک است.
۴. اندازه‌گیری و تجزیه و تحلیل طیف: پس از تعیین تمام پارامترها، طیف EPR را می‌توان با اعمال یک تشعشع مایکروویو در فرکانس‌های مختلف و در عین حال ثابت نگه داشتن سایر پارامترها اندازه‌گیری کرد. طیف‌های به دست آمده اطلاعاتی در مورد الکترون‌های جفت نشده در مولکول‌ها مانند تعداد و محیط آنها ارائه می‌دهند.
به‌طور خلاصه، محاسبه رزونانس پارامغناطیس شامل تعیین قدرت میدان مغناطیسی، محاسبه ضریب g و فرکانس تشدید، و تجزیه و تحلیل طیف EPR برای به دست آوردن اطلاعات در مورد الکترون‌های جفت نشده در مولکول‌ها است.